# Císařská louka
Císařská louka är en ö i Tjeckiens huvudstad Prag.